# Жердер, Жанна Эдуардовна
Жанна Эдуардовна Жердер (род. 18 мая 1968 года, г. Оренбург, РСФСР, СССР) — советская и российская артистка оперетты, солистка Московского театра оперетты, Заслуженная артистка России (1998)

## Биография
Родилась Жанна в Оренбурге 18 мая 1968 года. Родители у неё были артисты, с ранних лет росла в творческой атмосфере. Сама судьба вела её в театральное будущее, где она мечтала стать актрисой музыкального театра.
Отец Жанны — Эдуард Жердер (1938–2006) — был известным артистом оперетты в Оренбурге, затем в Екатеринбурге. Её мама — Римма Антонова - служила в Свердловском театра музыкальной комедии.
В 1992 году Жанна Жердер окончила Государственный музыкально-педагогический институт (ГМПИ) им. Гнесиных. Ещё будучи студенткой, в 1987 году дебютировала в Московской оперетте.

### Семья
- Муж — Герард Васильев, народный артист России, солист Московской оперетты.
  - Сын — Сергей

## Работы в театре
- «Проходимец Кири-Куки» (1989) — Первая красавица гарема
- «Герцогиня Герольштейнская» (1989) — Ванда
- «Да здравствует вальс!» (1990) — Виолетта
- «Принцесса цирка» (1991) — Теодора Вердье
- «Летучая мышь» (1992) — Розалинда
- «Прекрасная Галатея» (1992) —  Галатея
- «Королева чардаша» (1996) — Сильва
- «Мирандолина» (1998) — Мирандолина
- «Холопка» (1998) — Наталья Батманова
- «Прощай, Эдвин?» (2000) — Сильва и Виолетта